# Тинкисо
Тинки́со (фр. Tinkisso) — река в Западной Африке, в Гвинее. Левый приток Нигера. Площадь водосбора составляет 18195 км². Длина реки около 400 км. Среднегодовой расход воды 1500 м³/с. Крупнейшие населённые пункты на реке — Дабола, Дингирае и Сигири около устья.

## География
Берёт начало в горном массиве Фута-Джаллон, течёт сначала в северо-восточном направлении, потом в восточном. Высота устья 338 метров над уровнем моря. Преобладающие ландшафты долины — саванна, вдоль реки присутствуют леса из листопадных пород деревьев.

## Фауна
В долине реки расположены водно-болотные угодья, защищаемые согласно Рамсарской конвенции, общей площадью 400600 га. Река и её притоки являются местом обитания ламантинов.